# Brandon (Adelsgeschlecht)

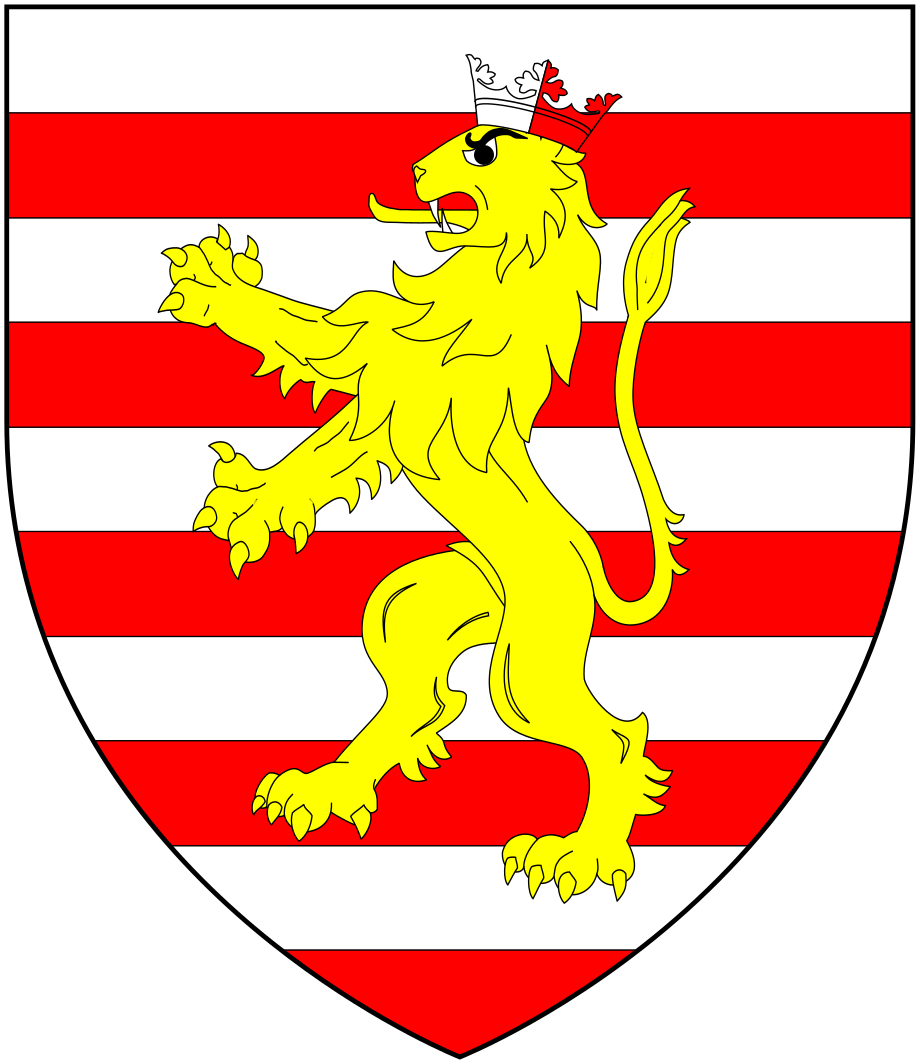
Ursprüngliches Stammwappen der Familie Brandon

Brandon war eine Familie des englischen Adels, die für kurze Zeit auf nationaler Ebene eine herausragende Rolle spielte. Sie gruppierte sich vor allem um Charles Brandon, 1. Duke of Suffolk, der die englische Politik als Günstling und später Schwager des Königs Heinrich VIII. mitbestimmte.
Die Ehe mit Heinrichs Schwester Mary Tudor war es dann auch, die seine Enkelin Lady Jane Grey zur Dritten in der Thronfolge Eduards VI. machte, was von den Familien Grey und Dudley 1553 ausgenutzt wurde, um sie an Eduards Schwestern Maria I. Tudor und Elisabeth Tudor vorbei (für 9 bzw. 13 Tage) zur Königin von England zu proklamieren.
Das Ende der Familie Brandon wurde durch den Tod von Charles Brandons Söhnen Henry und Charles 1551, die kurz nacheinander am Englischen Schweiß starben, markiert. Mit deren Schwester Lady Frances Brandon, Jane Greys Mutter, erlosch die Familie 1559 ganz.

## Stammliste (Auszug)
1. John Brandon
  1. Robert Brandon (* um 1410) ⚭ Ada Calthorpe
    1. Sir William Brandon († 1491), Gutsherr in Suffolk und Cambridgeshire, ⚭ Elizabeth Wingfield († 1497), Tochter von Robert Wingfield
      1. Sir William Brandon (⚔ 1485 bei Bosworth), ⚭ Elizabeth Bruyn († 1491)
        1. William Brandon (1476–1497)
        2. Charles Brandon, 1. Duke of Suffolk (um 1484–1545), ⚭ (1) um 1505 Anne Browne († 1512), ⚭ (2) 1506, geschieden 1507, Lady Margaret Neville, Tochter von John Neville, 1. Marquess of Montagu, ⚭ (3) 1515 Prinzessin Mary Tudor († 1533), Tochter König Heinrichs VII. von England, Witwe König Ludwigs XII. von Frankreich, ⚭ (4) Katherine Willoughby, 12. Baroness Willoughby de Eresby († 1580), Tochter von William Willoughby, 11. Baron Willoughy de Eresby, und María de Salinas
          1. (1) Lady Anne Brandon (vor 1509–1557), ⚭ (1) Edward Grey, 3. Baron Grey of Powis, ⚭ (2) um 1552 Ranulph Hayward
          2. (1) Lady Mary Brandon (1510–um 1542), ⚭ um 1528 Thomas Stanley, 2. Baron Monteagle
          3. (3) Lord Henry Brandon (1516–vor 1522)
          4. (3) Lady Frances Brandon (1517–1559), ⚭ (1) 1533 Henry Grey, 1. Duke of Suffolk († 1554), ⚭ (2) 1555 Adrian Stokes; Frances Brandon und Henry Grey sind die Eltern von Lady Jane Grey
          5. (3) Lady Eleanor Brandon (um 1519/20–1547), ⚭ um 1537 Henry Clifford, 2. Earl of Cumberland
          6. (3) Henry Brandon, 1. Earl of Lincoln, (um 1523–1534)
          7. (4) Henry Brandon, 2. Duke of Suffolk († 1551)
          8. (4) Charles Brandon, 3. Duke of Suffolk († 1551)

        3. Anne Brandon († vor 1582), ⚭ (1) Sir John Shilston, of Wood, ⚭ (2) 1531 Sir Gawen Carew

      2. Sir Thomas Brandon, KG, († 1509), ⚭ 1496 Anne Fiennes († 1497), Witwe des William Berkeley, 1. Marquess of Berkeley, ⚭ (2) um 1502/03 Elizabeth Dynham († 1516)
      3. Sir Robert Brandon, ⚭ Katharine Zouche, Tochter des John Zouche, 7. Baron Zouche
      4. Anne Brandon, ⚭ Nicolas Sidney
      5. Margaret Brandon, ⚭ Sir Gregory Lovell, of Barton Bendish
      6. Mary Brandon, ⚭ John Redyng
      7. Katherine Brandon, John Gurney
      8. Eleanor Brandon, ⚭ John Glemham, of Glemham Parva
      9. Elizabeth Brandon, ⚭ Augustine Cavendish